# Jean-Luc Brassard
Jean-Luc Brassard (Salaberry-de-Valleyfield, 24 augustus 1972) is een Canadees freestyleskiër. Gespecialiseerd in het onderdeel Mogul.

## Carrière
Brassard werd in 1993 wereldkampioen op het onderdeel Mogul. Een jaar later tijdens de Olympische Winterspelen 1994 behaalde Brassard zijn grootse succes met het winnen van olympisch goud.
In 1997 werd Brassard voor de tweede maal wereldkampioen Moguls. Tijdens de Olympische Winterspelen 1998 viel Brassard met een vierde plaats net buiten de medailles.

## Resultaten

### Olympische Spelen
| Jaar | Plaats         | Resultaten |
| ---- | -------------- | ---------- |
| 1992 | Albertville    | 7e Moguls  |
| 1994 | Lillehammer    | Moguls     |
| 1998 | Nagano         | 4e Moguls  |
| 2002 | Salt Lake City | 21e Moguls |

### Wereldkampioenschappen
| Jaar | Plaats               | Resultaten               |
| ---- | -------------------- | ------------------------ |
| 1991 | Lake Placid          | 12e Moguls               |
| 1993 | Altenmarkt im Pongau | Moguls                   |
| 1995 | La Clusaz            | Moguls                   |
| 1997 | Nagano               | Moguls                   |
| 1999 | Meiringen            | 12e Moguls 5 dual Moguls |